# Dumont (Minnesota)
Dumont és una població dels Estats Units a l'estat de Minnesota. Segons el cens del 2000 tenia 122 habitants.

## Demografia
Segons el cens del 2000, Dumont tenia 122 habitants, 51 habitatges, i 32 famílies. La densitat de població era de 109,5 habitants per km².
Dels 51 habitatges en un 33,3% hi vivien nens de menys de 18 anys, en un 62,7% hi vivien parelles casades, en un 0% dones solteres, i en un 35,3% no eren unitats familiars. En el 33,3% dels habitatges hi vivien persones soles el 17,6% de les quals corresponia a persones de 65 anys o més que vivien soles. El nombre mitjà de persones vivint en cada habitatge era de 2,39 i el nombre mitjà de persones que vivien en cada família era de 3,12.
Per edats la població es repartia de la següent manera: un 28,7% tenia menys de 18 anys, un 2,5% entre 18 i 24, un 28,7% entre 25 i 44, un 18,9% de 45 a 60 i un 21,3% 65 anys o més.
L'edat mediana era de 36 anys. Per cada 100 dones de 18 o més anys hi havia 123,1 homes.
La renda mediana per habitatge era de 28.750 $ i la renda mediana per família de 36.250 $. Els homes tenien una renda mediana de 56.875 $ mentre que les dones 11.250 $. La renda per capita de la població era de 23.118 $. Entorn del 18,8% de les famílies i el 20,8% de la població estaven per davall del llindar de pobresa.

## Poblacions més properes
El següent diagrama mostra les poblacions més properes.